# André Kana-Biyik
André Kana-Biyik (ur. 1 września 1965 w Sackbayeme) – kameruński piłkarz, grał na pozycji obrońcy. Jest bratem François Omama-Biyika i ojcem Jeana-Armela Kana-Biyika.

## Życiorys
Karierę zaczynał w Unionie Duala, a następnie grał w Diamancie Jaunde. Jego pierwszym klubem we Francji był FC Metz. Po dwóch sezonach tam spędzonych przeszedł do Le Havre AC. Grał tam przez cztery sezony i rozegrał 73 mecze, w których strzelił 6 bramek.
Brał udział w 4 turniejach o Puchar Narodów Afryki w latach: 1986, 1988, 1990 i 1992. Ma również na swoim koncie występy na dwóch mundialach, w 1990 i 1994 roku. Podczas mistrzostw we Włoszech został ukarany czerwoną kartką, w meczu z Argentyną, a Kameruńczycy, grając w dziesiątkę zdołali strzelić bramkę dającą im zwycięstwo. Na listę strzelców wpisał się brat Andre Kany-Biyika – François, a "Nieposkromione Lwy" kończyły ten mecz w 9, gdyż w końcówce meczu czerwoną kartkę dostał jeszcze Jean-Claude Pagal. Ostatni mecz w narodowych barwach rozegrał podczas mistrzostw w 1994 roku, w przegranym 1:6 meczu z Rosją. Później próbował kontynuować karierę w klubie, jednak odzywała się kontuzja kolana i Kana-Biyik był zmuszony zakończyć karierę w wieku 29 lat.
Po zakończeniu kariery wziął jeszcze udział w meczu pożegnalnym zorganizowanym przez Omama-Biyika. Został zmieniony w 22 minucie przez Fernando Dávilę.
| Sezon   | Klub           | Kraj    | Flaga   | Rozgrywki         | Mecze | Bramki |
| ------- | -------------- | ------- | ------- | ----------------- | ----- | ------ |
| 1985/86 | Union Duala    | Kamerun | Kamerun | Première Division | ?     | ?      |
| 1986/87 | Diamant Jaunde | Kamerun | Kamerun | Première Division | ?     | ?      |
| 1988    | Diamant Jaunde | Kamerun | Kamerun | Première Division | ?     | ?      |
| 1988/89 | FC Metz        | Francja | Francja | Ligue 1           | 20    | 1      |
| 1989/90 | FC Metz        | Francja | Francja | Ligue 1           | 0     | 0      |
| 1990/91 | Le Havre AC    | Francja | Francja | Ligue 1           | 20    | 3      |
| 1991/92 | Le Havre AC    | Francja | Francja | Ligue 1           | 31    | 2      |
| 1992/93 | Le Havre AC    | Francja | Francja | Ligue 1           | 19    | 1      |
| 1993/94 | Le Havre AC    | Francja | Francja | Ligue 1           | 3     | 0      |